# Национална библиотека Румуније
Национална библиотека Румуније (рум. Biblioteca Națională a României) је једна од главних културних институција у Румунији. Замишљено је да буде складиште свега што је објављено у тој земљи.

## Историја
Корени Библиотеке потичу од библиотеке „Факултета Свети Сава”. Библиотека „Факултета Свети Сава” отворена је 1859. године, када је архивирано 1000 књига на француском. После уједињавања 1859. године, Библиотека је достигла национални статут (Bibliotecă Națională și Bibliotecă Centrală - Национална и централна библиотека) Име Централна државна библиотека (Biblioteca Centrală a Statului) добила је 1864. године.
Године 1901. све збирке су предате Библиотеци Румунске академије. Као резултат тога, од 1901. до 1955. године, Библиотека Румунске академије имала је улогу националне библиотеке. Централна државна библиотека основана је 1955. када она преузима ту улогу. После пада комунистичког режима, 1989. године, Централна државна библиотека поново је преименована у Национална библиотека Румуније (Biblioteca Națională a României).

## Нова зграда
Нова, већа локација за библиотеку је почела да се гради 1986. године, између Piața Unirii и Nerva Traian. Први главни архитекта био је Цезар Лазареску (Cezar Lăzărescu), који је умро 1986. године пре него што је зграда завршена. Убрзо након 1989. године, иако су неки делови зграде завршени или су у били у напредном стању, због недостатка финансијских средстава градња је заустављена на неколико година. Пројекат је 2009. године додељен Министарству културе, које је завршило изградњу 2011. године и поставило званични датум отварања за 2012. годину.

## Мисија
Национална библиотека је културна установа под надзором Министарства културе. Њен циљ је управљање публикацијама издатим у Румунији, њихово набављање и очување, као и стављање на располагање јавности, ради истраживања или личног проучавања.

## Збирке
Библиотека поседује неколико посебних колекција, укључујући:
- Ретке књиге (Bibliofilie)
- Рукописе (Manuscrise)
  - Укључујући Codex Aureus који се чува у Библиотеци Batthyaneum у Алба Јулији
- Историјски архив (Arhiva Istorică)
- Старе румунске новине (Periodice româneşti vechi)
- Штампану грађу (Stampe)
- Фотографије (Fotografii)
- Мапе (Cartografie)
- Аудио-визуелну грађу (Audio-Vizual)

## Статистика
Библиотека поседује:
- 13.000.000 библиотечких јединица
- 162 инкунабуле
- 20.054 румунских и страних старих књига
- 10.964 румунских и страних ретких књига
- 29.350 аудио-визуелних докумената
- 36.759 старих и нових рукописа
- 47.745 серијских публикација
- преко 800 јединица штампане грађе
- 70.000 оригиналних фотографија